# Corporate Carsharing
Corporate Carsharing, auch Business Carsharing oder gewerbliches Carsharing genannt, (auf Deutsch etwa: unternehmenseigenes Autoteilen; alternative Schreibweisen: Corporate CarSharing, Corporate Car-Sharing) bezeichnet, wie der Oberbegriff Carsharing, die organisierte gemeinschaftliche Nutzung eines oder mehrerer Fahrzeuge. Signifikanter Unterschied zum „klassischen“ Carsharing: Beim Corporate Carsharing werden Fahrzeuge nicht von einem darauf spezialisierten Anbieter für kommerzielle Nutzer bereitgestellt, sondern von Firmen für ihre Mitarbeiter.

## Hintergrund
Einem gesellschaftlichen Trend folgend, nimmt die gemeinsame Nutzung von Fahrzeugen in den letzten Jahren stetig zu. Zwischen 1997 und 2012 stieg die Zahl der angemeldeten Carsharing-Nutzer laut Bundesverband Carsharing von ca. 30.000 auf knapp 220.000 an. Das sogenannte Corporate CarSharing ist die gemeinsame Nutzung betriebseigener Fahrzeuge durch mehrere Mitarbeiter. Eine repräsentative Studie des Automotive Institute for Management (AIM) der EBS Universität für Wirtschaft und Recht 2012 konnte feststellen, dass fast die Hälfte aller in Frage kommenden Unternehmen an gewerblichem Carsharing interessiert ist, momentan jedoch nur von 3,5 Prozent der Unternehmen genutzt wird. Corporate Carsharing wird derzeit in einigen Großunternehmen, unter anderem von Infineon bzw. Behörden in Deutschland, England und Frankreich umgesetzt.

## Zweck des Corporate Carsharing
Anders als etwa ein Dienstwagen wird ein Corporate Carsharing-Fahrzeug von mehreren Arbeitnehmern genutzt. Ein solches Fahrzeug wird als „Poolfahrzeug“ bezeichnet. Wegen ökonomischer Einsparungsmöglichkeiten und unter ökologischen Gesichtspunkten gilt Corporate Carsharing als ein alternatives Konzept im Bereich des Flottenmanagement. Übergeordnetes Ziel des Corporate Carsharing ist es, den Fuhrpark eines Unternehmens effektiver zu verwalten.

## Ökonomische, ökologische und soziopsychologische Effekte

### Ökonomische Aspekte
Carsharing ist allgemein preisgünstiger, als die Nutzung eines Autos durch einzelne Personen. Bei Carsharing im privaten Bereich ist die Rentabilitätsschwelle von der Anzahl der gefahrenen Kilometern, der Häufigkeit der Nutzung und von der Dichte des Stationsnetz abhängig.
Mit Corporate Carsharing können die normalerweise bei Firmenfuhrparks anfallenden Leasingkosten gesenkt werden. Im Jahr 2012 gab es Deutschland rund 1,6 Millionen Firmenfuhrparks mit fast 4,3 Millionen Fahrzeugen. Angesichts der enormen Kosten ist viel Einsparungs-Potential vorhanden. Wichtigste Kostenpunkte sind die Instandhaltung, die Verwaltung eines Fuhrparks sowie die Mobilitätskosten, wie Abschreibung, Kraftstoff, Versicherung, TÜV und einiges mehr. Im Rahmen von Corporate Carsharing kann die Auslastung eines Fuhrparks sinnvoll koordiniert werden. Zunehmend werden auf bestimmte Unternehmenskonstellationen zugeschnittene Softwarelösungen und intelligente Datenbanken angeboten und eingesetzt. Dadurch können sporadisch genutzte Fahrzeuge eingespart und die bestehende Fahrzeugflotte insgesamt effektiver verwaltet werden.
Als Einsparungspotential wird eine Größenordnung von ca. 30 % bis 40 % der Mobilitätskosten angesehen.
Durch die gebührenpflichtigen Privatfahrten können auch die Leasingkosten des Unternehmens gesenkt werden und die Auslastung des Fuhrparks erhöht werden.

### Verwaltungsmöglichkeiten der Fahrzeugpools

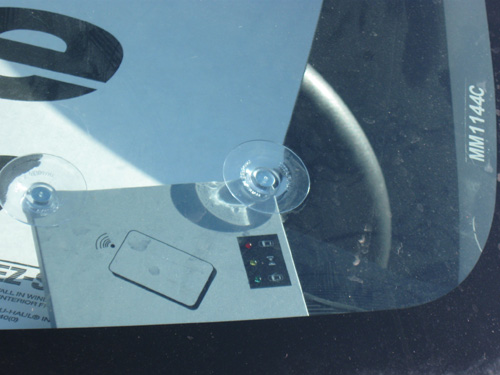
Lesegerät für die Schlüsselkartes eines Carsharing-Fahrzeugs

Zur Koordination der Corporate Carsharing-Flotte wird ein intelligentes System zur Verwaltung des Fahrzeugpools benötigt. Zu den wichtigsten Aufgaben gehören die Einsatzplanung, die Führerscheinkontrolle sowie die Schlüsselverwaltung.
Um die ökologischen und ökonomischen Vorteile des Corporate Carsharing zu nutzen, ist ein einfaches, transparentes und auf das Unternehmen speziell zugeschnittenes Verwaltungstool notwendig. Speziell dafür entwickelte Software, beispielsweise via Smartphone, kann die Verwaltung der Fuhrparks organisieren und an die Mitarbeiter weiterreichen.

### Ökologische Aspekte
Carsharing kann Mobilität gewährleisten, die das Auto als Ergänzung zu öffentlichem Verkehr, Fuß- und Fahrradverkehr begreift. Dadurch wird der Straßenverkehr insgesamt entlastet. Mitarbeiter können Fahrzeuge, die über ein Corporate Carsharing organisiert sind, auch privat nutzen. Der Bedarf des Mitarbeiters an einem eigenen Fahrzeug sinkt dabei mutmaßlich, zudem konnte nachgewiesen werden, dass durch die Nutzung von Business Carsharing die Neigung reduziert wird, das Privatfahrzeug für Pendlerfahrten zur Arbeit zu nutzen.

### Integrationsmöglichkeiten von Elektro-Fahrzeugen

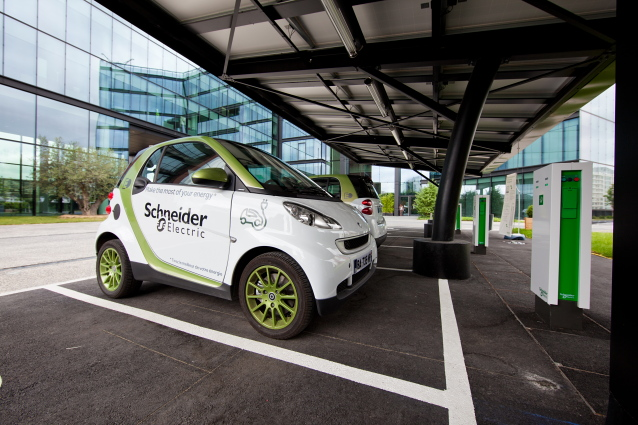
Ladestation für firmeneigene Elektrofahrzeuge

Im privaten Rahmen ist Elektromobilität wegen hoher Anschaffungskosten und mangelnder Infrastruktur oftmals unrentabel. In einem gewerblichen Fuhrpark kann der Kostendruck durch hohe Auslastung und zentrale Infrastruktur kompensiert werden. Elektroautos können für Unternehmen auch bezüglich ihrer Außenwirkung positiven Imageeffekt generieren. Gegenüber der Nutzung von Elektrofahrzeugen im Rahmen von Corporate Carsharing besteht bei deutschen Unternehmen eine große Aufgeschlossenheit. Im Rahmen einer von der EBS in Auftrag vergebenen Studie konnte festgestellt werden, dass sich 2012 mehr als jedes zweite Unternehmen vorstellen kann, Elektrofahrzeuge im Rahmen dieses Konzeptes zu nutzen.

### Instrument der Mitarbeitermotivation
Innerhalb des Corporate Carsharing können Unternehmen ihre Fahrzeuge an Mitarbeiter verleihen, beispielsweise für einen Wochenendausflug. Das Poolfahrzeug auch privat nutzen zu können, stellt damit eine Möglichkeit der Unternehmen dar, Mitarbeiter zu motivieren, die Verbundenheit mit dem Unternehmen zu erhöhen und teilweise sogar die Möglichkeit für Mitarbeiter, auf ein eigenes Auto zu verzichten.

### Überwachung
Mit Corporate Carsharing können Unternehmen einerseits das Fahrverhalten von Mitarbeitern verfolgen bzw. überwachen, andererseits kann aber auch ein Bonussystem für sparsames Fahrverhalten eingeführt werden.